# Sovoreg
Sovoreg is de voormalige dienst studentenvoorzieningen van de Hogeschool Gent. In januari 2013 werd de vzw Sovoreg opgeheven en werd de werking van deze vzw ondergebracht binnen de algemene werking van de Hogeschool Gent.
De sociale dienstverlening verloopt sindsdien via de directie Studentenvoorzieningen van de Hogeschool Gent.